# Miracatu
Miracatu is een gemeente in de Braziliaanse deelstaat São Paulo. De gemeente telt 23.801 inwoners (schatting 2009).

## Aangrenzende gemeenten
De gemeente grenst aan Ibiúna, Iguape, Juquiá, Juquitiba, Pedro de Toledo en Tapiraí.